# Belkasem Hirech
Belkasem Hirech es un deportista argelino que compitió en judo. Ganó dos medallas de plata en el Campeonato Africano de Judo, en los años 1997 y 1998.

## Palmarés internacional
| Campeonato Africano | Campeonato Africano    | Campeonato Africano | Campeonato Africano |
| Año                 | Lugar                  | Medalla             | Categoría           |
| ------------------- | ---------------------- | ------------------- | ------------------- |
| 1997                | Casablanca (Marruecos) | Medalla de plata    | –95 kg              |
| 1998                | Dakar (Senegal)        | Medalla de plata    | –100 kg             |